# Железнодорожный (Пермский край)
Железнодорожный — посёлок в Пермском крае России. Входит в Березниковский городской округ в рамках организации местного самоуправления и в Усольский район в рамках административно-территориального устройства края.

## История
В 1957 г. указом Президиума Верховного Совета РСФСР посёлок имени Кагановича переименован в Железнодорожный.
С 2004 до 2018 года посёлок был административным центром Троицкого сельского поселения Усольского муниципального района, с 2018 года — центр Троицкого территориального отдела Березниковского городского округа.

## Население
| 2010 | 2021  |
| ---- | ----- |
| 1815 | ↘1332 |